# Тхімбеле
Тхімбеле (фр. Chute de Tchimbélé) — водоспад в центрально-західній Африці, на річці Мбе (права складова річки Комо, яка впадає у Гвінейську затоку), у північно-західному Габоні, в південно-західній частині провінції Волю-Нтем, на кордоні із провінцією Естуер, приблизно за 8 км на захід від селища Анзем.